# Кедров, Николай Иванович
Никола́й Ива́нович Ке́дров (10 мая 1858, село Люторицы, Серпуховской уезд, Московская губерния — не ранее 1919) — русский историк церкви, духовный писатель.

## Биография
Родился в семье священника.
Окончил Московскую духовную семинарию по 1-му разряду (1878) и историческое отделение Московской духовной академии со степенью кандидата богословия (1882).
Посвящён в стихарь (1876). Обвенчан с дочерью священника Марией Ивановной Шаровой, дочь Вера.
Коллежский асессор, преподаватель общей и русской гражданской истории (1882), греческого языка, член педагогического собрания правления в Московской духовной семинарии (1893—1918).
Надворный советник, магистр богословия (1886), лауреат Филаретовской премии (1889).
Коллежский советник, член и делопроизводитель в Комиссии по вспомоществованию нуждающимся бывшим воспитанникам Московской духовной академии (1891). Член совета и секретарь Кирилло-Мефодиевского братства (1893).
Статский советник (1894), член постоянной школьной комиссии Московского епархиального училищного совета (1896).
Член московской комиссии по церковным и вероисповедным вопросам при «Союзе 17 октября».
Награждён орденами св. Станислава III (1889) и II (1901) степени, св. Анны III (1894) и II (1905) степени.
В 1917—1918 годах делопроизводитель отдела о богослужении, проповедничестве и храме и протокольной части общих заседаний Поместного собора Православной российской церкви. Сторонник перевода православного богослужения на русский язык.
С августа 1918 года преподаватель в 12-й единой трудовой школе (бывшая Московская духовная семинария), член профсоюза служащих учебных заведений Москвы и Союза деятелей средней школы, с ноября делопроизводитель подотдела по управлению зданиями Народного комиссариата просвещения РСФСР.
Не путать с полным тезкой 1862 года рождения, настоятелем московского Крестовоздвиженского храма на Воздвиженке.

## Сочинения
- Духовный регламент в связи с преобразовательной деятельностью Петра Великого. — М.: Унив. тип. (М. Катков), 1888. — 244 с.
- Московская духовная семинария, 1814—1889 гг. — М., 1889.
- Просветительная деятельность Троице-Сергиевой лавры за первые три века её существования. — М., 1892.
- Народный богомолец преподобный Серафим, старец Саровский. — М., 1903.
- Преподобный Сергий Радонежский и основанная им Троице-Сергиева лавра. — М., 1906.
- Пастыри древнехристианской церкви во дни народных мятежей и волнений. — М., 1906.

- Литовский митрополит Иосиф Семашко // Православное Обозрение. — 1887.
- Архиепископ Николай Японский в письмах к протоиерею Н. В. Благоразумову // Русский архив. — 1912. — № 3. — С. 379—402.